# Ralf Schumacher
Ralf Schumacher (Hürth-Hermülheim, 30 de junho de 1975) é um ex-automobilista alemão. É o irmão mais novo do heptacampeão mundial da Fórmula 1, Michael Schumacher.

## Carreira
Ralf começou a pilotar com três anos de idade na pista de kart de seus pais, em sua cidade natal, Kerpen.
Em 1995, ele terminou em terceiro no campeonato alemão de Fórmula 3, e venceu o campeonato japonês denominado Formula Nippon (antigamente chamado Fórmula 3000) em 1996, com duas vitórias. Além disso, teve passagem pelo JGTC, guiando para o Team Goh (LARK McLaren) com o modelo F1 GTR.

### Fórmula 1

#### Jordan
Ralf estreou na Fórmula 1 em 1997, pela equipe Jordan e terminou no pódio já em sua terceira corrida, no GP da Argentina, após retirar da pista seu próprio companheiro de equipe, o italiano Giancarlo Fisichella. No ano seguinte, permaneceu na Jordan, tendo como parceiro de equipe o inglês Damon Hill e obteve, como melhor resultado, o segundo lugar no GP da Bélgica (prova vencida por Hill e que marcou a primeira vitória da equipe e, de cara, com uma dobradinha).

#### Williams

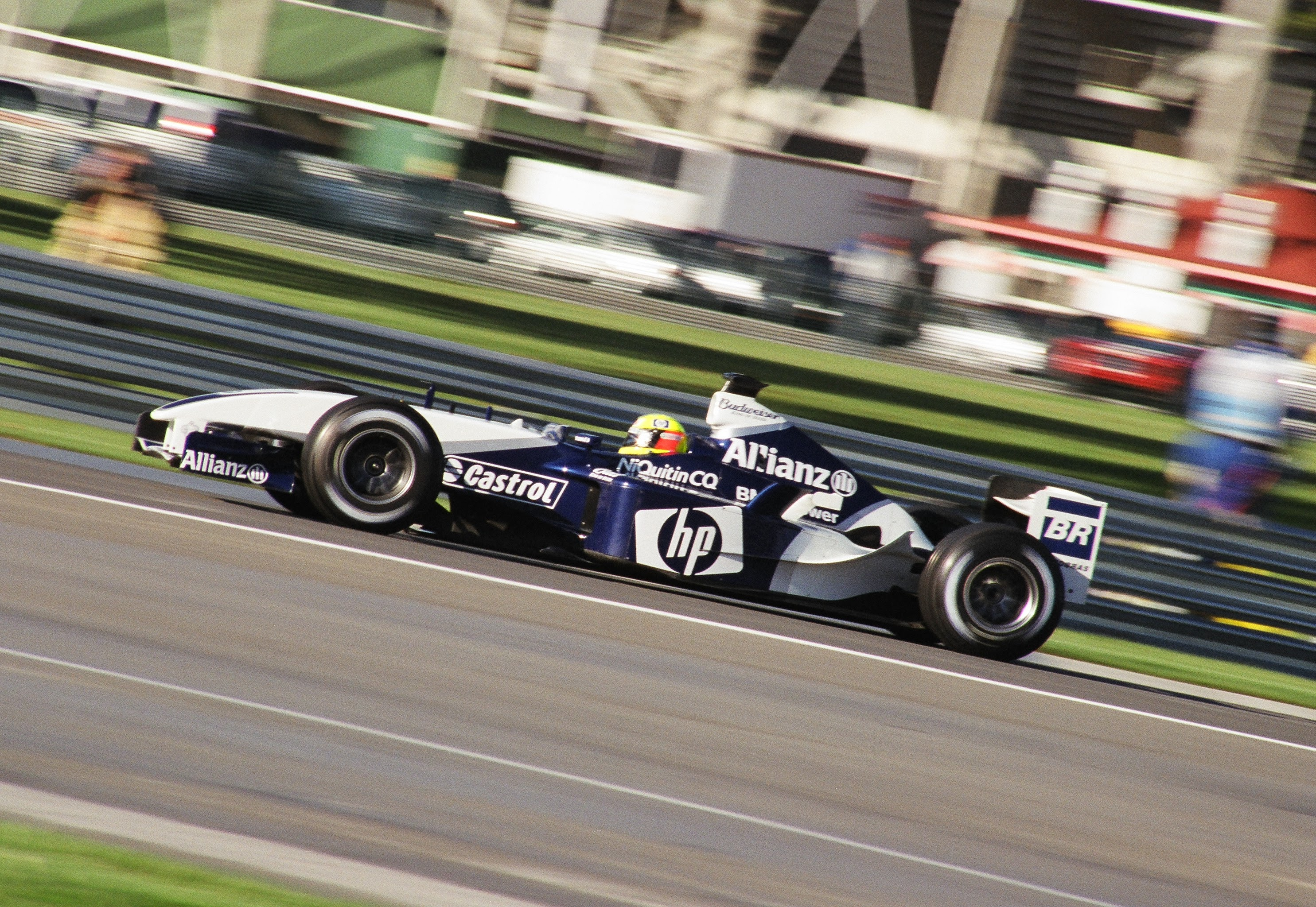
Ralf pilotando pela Williams durante o Grande Prêmio dos Estados Unidos em 2003.

Em 1999, ele mudou para a equipe Williams e terminou em sexto no campeonato, com o fraco motor Supertec. Porém, ganhou destaque por ter sido o responsável por todos os pontos de sua equipe naquela temporada, já que seu companheiro, o italiano Alessandro Zanardi, também competiu em todas as etapas, todavia, não marcou pontos.
A temporada de 2000, foi considerada por muitas pessoas um desapontamento para Ralf. Competindo com o novo e potente motor BMW, esperava-se que ele conseguisse competir para vencer, mas apesar de apenas quatro falhas mecânicas em toda a temporada, ele só foi capaz de subir três vezes ao pódio.
Em 2001, entretanto, ele conseguiu três vitórias: em San Marino, Canadá e Alemanha. Em 2002, ele venceu o GP da Malásia, e em 2003, o GP da Europa, em Nurburgring, e ainda o GP da França, ajudando, assim como o companheiro de equipe Juan Pablo Montoya, que a Williams ficasse em segundo lugar no campeonato de construtores de 2002 e 2003.
Em 2004, Ralf se feriu seriamente num acidente no GP dos Estados Unidos. O acidente resultou em contusões e em duas pequenas fraturas na coluna cervical, e afastou Ralf das pistas por três meses. Durante esse período, foi substituído por Marc Gené e Antônio Pizzonia, retornando as pistas apenas no GP da China.

#### Toyota

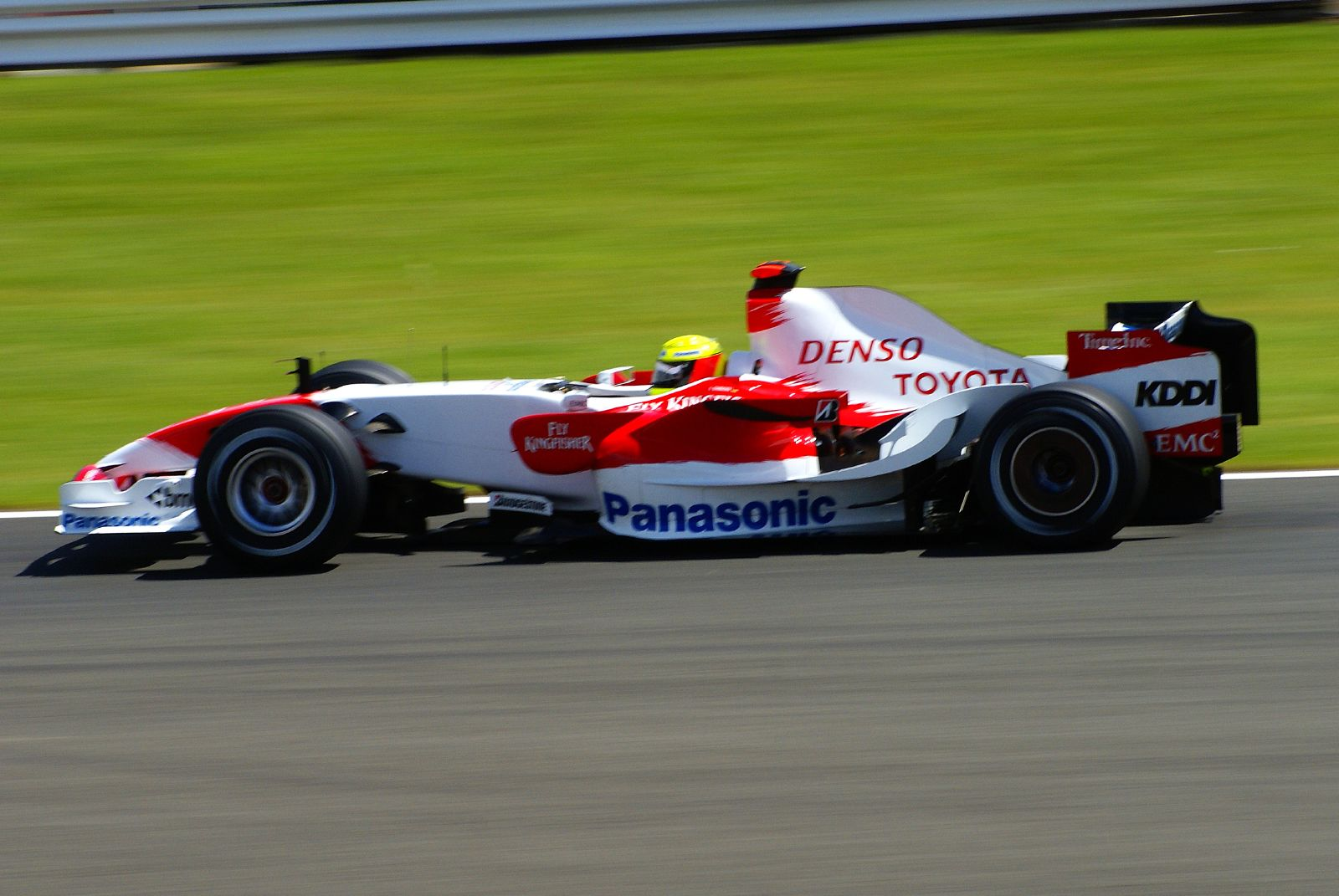
Ralf pilotando pela Toyota em 2007.

Em 2005 passou a competir pela Toyota, obtendo uma boa quantidade de pontos (graças ao bom carro construído pela equipe naquela temporada), ajudando a equipe a concluir o certame na quarta colocação, logo atrás da Ferrari.
Em 2005, Ralf voltou a se acidentar em Indianápolis, durante a segunda sessão de treinos livres. O piloto bateu quando estava fazendo uma curva a 300 km/h, na sua volta rápida. Seu carro ficou desgovernado e colidiu contra o muro.
Em Outubro de 2007, Schumacher anunciou que estaria deixando Toyota no final da temporada. Naquele ano, ele teve o segundo maior salário depois de Kimi Räikkönen, da Ferrari.

### DTM

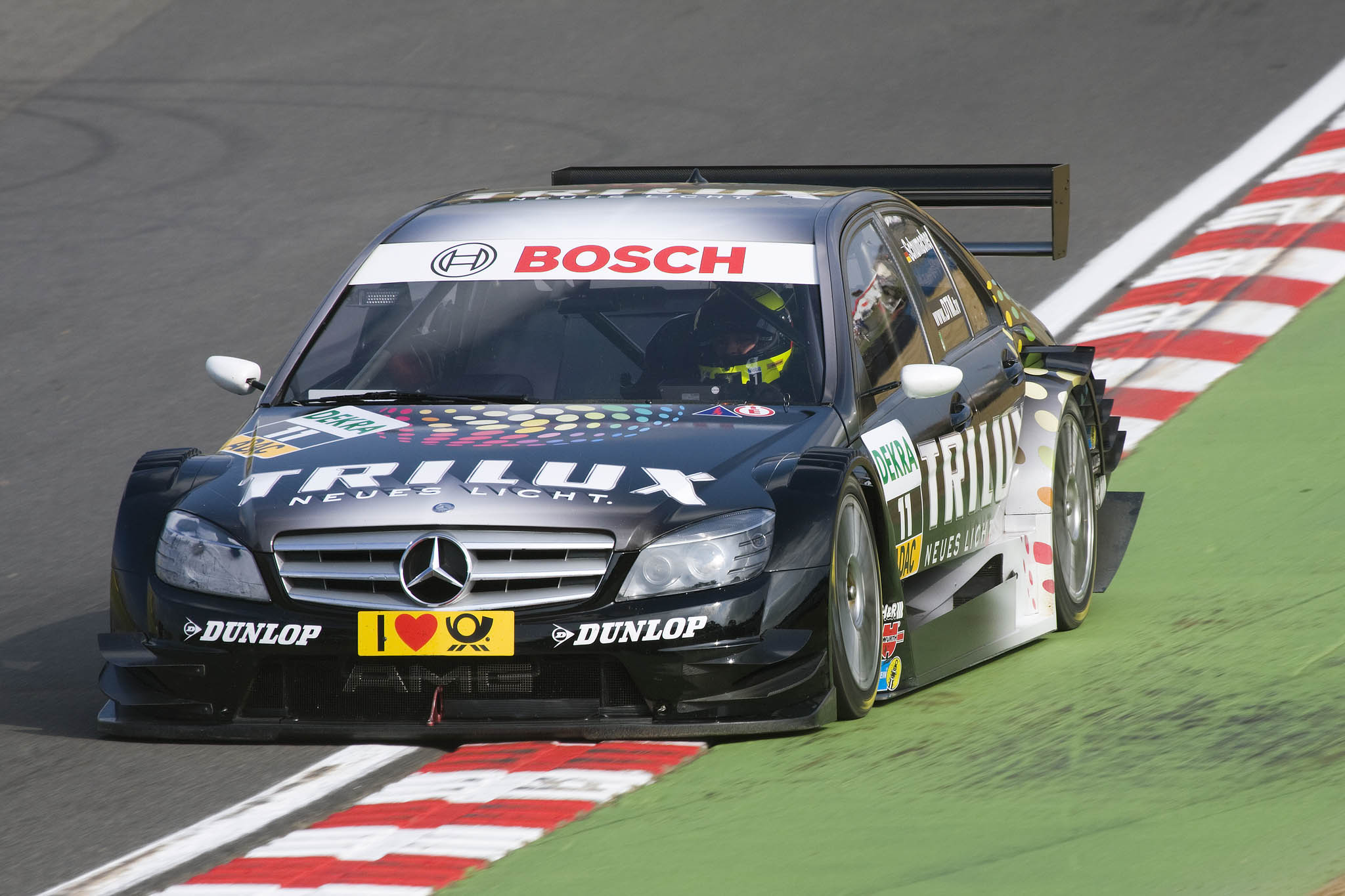
Ralf pilotando na DTM em 2008.

Em 2008, Ralf passou a competir na Deutsche Tourenwagen Masters, categoria de Turismo alemã.
Em 2011, em Hockenhein, primeira etapa do campeonato, Ralf conquistou o primeiro pódio na categoria ao chegar em terceiro.

## Resultados

### Fórmula 1
Legenda: (Corridas em negrito indicam pole position); (Corridas em itálico indicam volta mais rápida)
| Temporada | Equipe                               | Chassis                    | Motor                         | 1       | 2       | 3       | 4       | 5       | 6       | 7       | 8       | 9       | 10      | 11      | 12      | 13      | 14      | 15      | 16      | 17      | 18      | 19    | Classificação | Pontos |
| --------- | ------------------------------------ | -------------------------- | ----------------------------- | ------- | ------- | ------- | ------- | ------- | ------- | ------- | ------- | ------- | ------- | ------- | ------- | ------- | ------- | ------- | ------- | ------- | ------- | ----- | ------------- | ------ |
| 1997      | Benson & Hedges Total Jordan Peugeot | Jordan 197                 | Peugeot A14 3.0 V10           | AUS Ret | BRA Ret | ARG 3   | SMR Ret | MON Ret | ESP Ret | CAN Ret | FRA 6   | GBR 5   | ALE 5   | HUN 5   | BEL Ret | ITA Ret | AUT 5   | LUX Ret | JAP 9   | EUR Ret |         |       | 11º           | 13     |
| 1998      | Benson & Hedges Total Jordan         | Jordan 198                 | Mugen-Honda MF-301 HC 3.0 V10 | AUS Ret | BRA Ret | ARG Ret | SMR 7   | ESP 11  | MON Ret | CAN Ret | FRA 16  | GBR 6   | AUT 5   | ALE 6   | HUN 9   | BEL 2   | ITA 3   | LUX Ret | JAP Ret |         |         |       | 10º           | 14     |
| 1999      | Winfield WilliamsF1                  | Williams FW21              | Supertec FB01 3.0 V10         | AUS 3   | BRA 4   | SMR Ret | MON Ret | ESP 5   | CAN 4   | FRA 4   | GBR 3   | AUT Ret | ALE 4   | HUN 9   | BEL 5   | ITA 2   | EUR 4   | MAL Ret | JAP 5   |         |         |       | 6º            | 35     |
| 2000      | BMW WilliamsF1 Team                  | Williams FW22              | BMW E41 3.0 V10               | AUS 3   | BRA 5   | SMR Ret | GBR 4   | ESP 4   | EUR Ret | MON Ret | CAN 14  | FRA 5   | AUT 14  | ALE 7   | HUN 5   | BEL 3   | ITA 3   | EUA Ret | JAP Ret | MAL Ret |         |       | 5º            | 24     |
| 2001      | BMW WilliamsF1 Team                  | Williams FW23              | BMW P80 3.0 V10               | AUS Ret | MAL 5   | BRA Ret | SMR 1   | ESP Ret | AUT Ret | MON Ret | CAN 1   | EUR 4   | FRA 2   | GBR Ret | ALE 1   | HUN 4   | BEL 7   | ITA 3   | EUA Ret | JAP 6   |         |       | 4º            | 49     |
| 2002      | BMW WilliamsF1 Team                  | Williams FW24              | BMW P82 3.0 V10               | AUS Ret | MAL 1   | BRA 2   | SMR 3   | ESP 11  | AUT 4   | MON 3   | CAN 7   | EUR 4   | GBR 8   | FRA 5   | ALE 3   | HUN 3   | BEL 5   | ITA Ret | EUA 16  | JAP 11  |         |       | 4º            | 42     |
| 2003      | BMW WilliamsF1 Team                  | Williams FW25              | BMW P83 3.0 V10               | AUS 8   | MAL 4   | BRA 7   | SMR 4   | ESP 5   | AUT 6   | MON 4   | CAN 2   | EUR 1   | FRA 1   | GBR 9   | ALE Ret | HUN 4   | ITA PO  | EUA Ret | JAP 12  |         |         |       | 5º            | 58     |
| 2004      | BMW WilliamsF1 Team                  | Williams FW26              | BMW P84 3.0 V10               | AUS 4   | MAS Ret | BHR 7   | SMR 7   | ESP 6   | MON 10  | EUR Ret | CAN DSQ | EUA Ret | FRA Les | GBR Les | ALE Les | HUN Les | BEL Les | ITA Les | CHN Ret | JAP 2   | BRA 5   |       | 9º            | 24     |
| 2005      | Panasonic Toyota Racing              | Toyota TF105 Toyota TF105B | Toyota RVX-05 3.0 V10         | AUS 12  | MAL 5   | BHR 4   | SMR 9   | ESP 4   | MON 6   | EUR Ret | CAN 6   | EUA AT  | FRA 7   | GBR 8   | ALE 6   | HUN 3   | TUR 12  | ITA 6   | BEL 7   | BRA 8   | JAP 8   | CHN 3 | 6º            | 45     |
| 2006      | Panasonic Toyota Racing              | Toyota TF106 Toyota TF106B | Toyota RVX-06 2.4 V8          | BHR 14  | MAS 8   | AUS 3   | SMR 9   | EUR Ret | ESP Ret | MON 8   | GBR Ret | CAN Ret | EUA Ret | FRA 4   | ALE 9   | HUN 6   | TUR 7   | ITA 15  | CHN Ret | JAP 7   | BRA Ret |       | 10º           | 20     |
| 2007      | Panasonic Toyota Racing              | Toyota TF107               | Toyota RVX-07 2.4 V8          | AUS 8   | MAL 15  | BHR 12  | ESP Ret | MON 16  | CAN 8   | EUA Ret | FRA 10  | GBR Ret | EUR Ret | HUN 6   | TUR 12  | ITA 15  | BEL 10  | JAP Ret | CHN Ret | BRA 11  |         |       | 16º           | 5      |

### DTM
Legenda: (Corridas em negrito indicam pole position); (Corridas em itálico indicam volta mais rápida)
| Temporada | Equipe           | Carro                      | 1       | 2       | 3       | 4      | 5       | 6       | 7       | 8       | 9        | 10       | 11      | Classificação | Pontos |
| --------- | ---------------- | -------------------------- | ------- | ------- | ------- | ------ | ------- | ------- | ------- | ------- | -------- | -------- | ------- | ------------- | ------ |
| 2008      | Mücke Motorsport | Mercedes C-Klasse '07      | HOC1 14 | OSC 10  | MUG Ret | LAU 13 | NOR 16  | ZAN 12  | NÜR 8   | BRA 15  | CAT 7    | BUG Ret  | HOC2 14 | 14º           | 3      |
| 2009      | HWA Team         | Mercedes C-Klasse '09      | HOC1 9  | LAU 10  | NOR 6   | ZAN 10 | OSC 11  | NÜR 7   | BRA 9   | CAT 13  | DIJ 5    | HOC2 Ret |         | 11º           | 9      |
| 2010      | HWA Team         | AMG-Mercedes C-Klasse 2009 | HOC1 9  | VAL Ret | LAU 9   | NOR 11 | NÜR 6   | ZAN 9   | BRH Ret | OSC 9   | HOC2 Ret | ADR 12   | SHA 10  | 14º           | 3      |
| 2011      | HWA Team         | AMG-Mercedes C-Klasse 2009 | HOC1 3  | ZAN 11  | SPL 2   | LAU 12 | NOR 6   | NÜR Ret | BRH 5   | OSC Ret | VAL 13   | HOC2 11  |         | 8º            | 21     |
| 2012      | HWA Team         | AMG Mercedes C-Coupé 2012  | HOC1 7  | LAU 10  | BRH 19  | SPL 11 | NOR Ret | NÜR 13  | ZAN 10  | OSC 13  | VAL 14   | HOC2 9   |         | 17º           | 10     |